# Stopce
Stopce este o localitate din comuna Laško, Slovenia, cu o populație de 47 de locuitori.